# Traité de la Barrière (1709)
Pour les articles homonymes, voir Traité de la Barrière.
Le traité de la Barrière est un traité signé entre la reine Anne de Grande-Bretagne et les seigneurs des États généraux des Provinces-Unies le 29 octobre 1709.
Les deux États souhaitent, pour la tranquillité de leurs États, établir une barrière forte et suffisante de places et de villes contre la France dans les Pays-Bas espagnols.
Article VI : Qu'à cette fin, L.H.P. pourront mettre & avoir Garnison, la changer, augmenter & diminuer, comme ils le jugeront à propo, dans les places suivantes : à savoir Nieuport, Furnes avec le fort de Knocke, Ypres, Menin, la ville & la citadelle de Lille, Tournay & sa citadelle, Condé, Valenciennes, & les Places qu'on pourra conquérir encore sur la France; Maubeuge, Charleroi, Namur & sa citadelle, Liere, Hale à fortifier, les Forts de la Perle, Philippe, Damme, le château de Gand & Dendermonde, le fort de St Donas étant attaché aux fortifications de l'Ecluse, & y étant entièrement incorporé, demeurera & sera cédé en propriété à l'Etat; le fort de Rodenbaysen en deçà de Gand sera razé